# Parafia św. Jana Chrzciciela w Brzóstkowie
Parafia Świętego Jana Chrzciciela w Brzóstkowie – parafia rzymskokatolicka znajdująca się w diecezji kaliskiej, w dekanacie Żerków.